# Hubert Bédard
Pour les articles homonymes, voir Bédard.
 (Janvier 2023).
Hubert Bédard, né le 28 décembre 1933 à Ottawa et mort le 17 juin 1989 à Brignoles, est un claveciniste, organiste, restaurateur et facteur de clavecins québécois d'origine franco-ontarienne.

## Biographie
Après des études en médecine, il se tourne définitivement vers la musique, étudiant à partir de 1956 le clavecin à Montréal avec Kenneth Gilbert et l'orgue avec Bernard Lagacé. Il obtient en 1959 une bourse du Conseil des arts du Canada qui lui permet d'étudier en Europe, à Vienne et à Amsterdam, auprès de Isolde Ahlgrimm, Eta Harich-Schneider et Gustav Leonhardt. De 1963 à 1967, il se rend à Boston chez Frank Hubbard pour étudier la facture de clavecin, avant de s'installer à Paris au Musée instrumental du Conservatoire de Paris, où il dirige l'atelier de restauration de ce musée de 1967 à 1978. Il sut favoriser l'éclosion de jeunes facteurs de clavecins tel Jean-Paul Rouaud, David Ley, Michel De Mayer ou Laurent Soumagnac.
En 1964, il enregistre quatre suites de Georg Böhm ainsi que deux de Louis Couperin (1964, Janus JAS-19019). La même année, il participe comme claveciniste au Bourgeois gentilhomme de Molière, un spectacle monté par le Stratford Festival Theater, avec une musique composée par Gabriel Charpentier. D'abord jouée à Chichester en Angleterre, en présence de la reine mère d'Angleterre, la pièce sera ensuite présentée à Stratford (Ontario).
Par la suite, il s'imposera comme une figure marquante du renouveau de la facture du clavecin, d'abord en France mais aussi en Belgique, en Hollande, en Angleterre, en Suisse et en Italie, auprès de collectionneurs privés et de musées.  Un de ses premiers instruments est fabriqué pour la claveciniste Huguette Grémy-Chauliac, en 1969. D'autres le seront pour des musiciens tels que Kenneth Gilbert ou Colin Tilney. En 1975, la télévision de Radio-Canada présente un documentaire, réalisé par les Films Pierre Péladeau, intitulé "Hubert Bédard, faiseur d'instruments de musique".
Il était le frère de Louis Bédard.

## Enregistrements
- Suites nos 4, 7, 8 et 11 de Georg Böhm, ainsi que celles en fa majeur et sol mineur de Louis Couperin (1964, Pirouette et Janus JAS-19019)

## Œuvres
- Frank Hubbard, Le Clavecin : trois siècles de facture, trad. par Hubert Bédard et Félia Bastet ; préface à l'édition française par Hubert Bédard ; avant-propos de Ralph Kirkpatrick, Nogent-le-Roi, J. Laget, Librairie des Arts et Métiers, 1981, 306 p., XLI pl., gravures, 28 cm.